# Happstafjärden
Die Happstafjärden (manchmal auch Haffstafjärden) ist ein See in der Gemeinde Örnsköldsvik in der schwedischen Provinz Västernorrlands län.

## Geografie
Die Happstafjärden wird vom Moälven durchflossen und ist die oberste der drei Fjärden in dessen Unterlauf. Die Mündung des Moälven in die Happstafjärde ist ein kleines Delta mit zwei Armen. Auf der rechten Seite des Sees liegt Billsta. Am Billstasundet, der Verengung zwischen der Happstafjärden und der Själevadsfjärden, liegt Billaberget.